# Wales Act 2014
Il Wales Act 2014 (in gallese: Deddf Cymru 2014; Legge del Galles del 2014) è un atto del Parlamento del Regno Unito introdotto alla Camera dei comuni il 20 marzo 2014 e approvato il 17 dicembre 2014.
A seguito della pubblicazione del voto finanziario della Commissione sulla devoluzione in Galles, questa legge modifica parzialmente il Government of Wales Act 2006, concedendo all'Assemblea nazionale del Galles e al governo dell'Assemblea gallese maggiori poteri fiscali. Alcune delle sue disposizioni estendono la durata del mandato dei "membri dell'Assemblea" - i rappresentanti che siedono nell'Assemblea gallese - da 4 a 5 anni in modo che le elezioni per la legislatura non si svolgano contemporaneamente a quelle per i Comuni. , altre vietano la pratica di detenere più mandati e, infine, parte della legge attribuisce valore giuridico al nome "Governo gallese" utilizzato nelle comunicazioni ministeriali dal 2011.